# HD72709
HD72709 — хімічно пекулярна зоря спектрального класу A1, що має видиму зоряну величину в смузі V приблизно  8,9.
Вона  розташована на відстані близько 1681,2 світлових років від Сонця.